# 세계 대학 네트워크
세계 대학 네트워크 (Worldwide Universities Network)는 기존 회원들의 추천으로만 가입이 가능한 연구선도 대학교들의 네트워크로서 공동연구를 위해 결성되었다. 이 네트워크는 공동연구와 인력양성을 위해 회원대학들에게 재정지원과 시설제공을 하고있다.

## 도입
2000년에 결성되었으며 기존 회원대학의 추천으로만 가입이 가능한 비영리대학교단체로 호주, 캐나다, 중국, 네덜란드, 노르웨이, 남아프리카공화국, 영국과 미국의 대학교들이 회원으로 가입해 있다. 이 네트워크는 대학간의 협조를 위해 온라인 상호세미나 및 오프라인 회의를 조직하고 교환교수와 교환학생들을 재정적으로 지원한다. 또한 두 종류의 연구 석사과정과 온라인 양성과정을 도입해 회원대학들의 교수들에 의해 진행시키고 있다.
초기에 10개의 대학교들에 의해 설립되었으나 확장을 거듭하여 2022년 기준 아래와 같은 대학으로 이루어져 있다.
- 가나 대학교
- 국립 성공 대학교
- 리즈 대학교
- 로잔 대학교
- 로체스터 대학교
- 마스트리히트 대학교
- 마케레레 대학교
- 마히돌 대학교
- 몬테레이 공과대학교
- 미나스제라이스 연방대학교
- 보훔 루르 대학교
- 베르겐 대학교
- 브리스틀 대학교
- 쉐필드 대학교
- 사우스햄턴 대학교
- 시드니 공과대학교
- 앨버타 대학교
- 오클랜드 대학교
- 요크 대학교
- 유니버시티 칼리지 더블린
- 중국 인민대학교
- 케이프 타운 대학교
- 프리토리아 대학교
- 홍콩 중문대학교